# Rock'n Poche
 (juin 2023).
Rock'n Poche est un festival de musique axé sur le rock et la chanson, qui a lieu chaque année depuis 1992, le dernier week-end du mois de juillet, à Habère-Poche (Haute-Savoie), en France.

## Organisation
Le concert a lieu sur un parking au pied d'un télésiège de la station. Un camping est à la disposition des festivaliers dans les alpages à proximité.
L'affiche du festival représente traditionnellement une vache due à l'origine à Félix Meynet, auteur de bande dessinée local. Depuis l'édition 2009, l'affiche est réalisée par un autre dessinateur[Qui ?].

## Programmation

### Années 2020

#### Édition 2024
Elle est prévue le 2 et 3 août 2024.

#### Édition 2023
Vendredi 28 juillet : Green System, The Fat Bastard Gang Band, Lümé, Tiken Jah Fakoly, Victor Marc, L'Entourloop, Jims, La P'tite Fumée
Samedi 29 juillet : Anova, Flexfab & Ziller Bas, Adèle et Robin, Danakil, Da Break, Deluxe, The Unclouders, Babylon Circus

#### Édition 2021
Le festival est annulé à cause de la pandémie de Covid-19.

#### Édition 2020
Le festival est annulé à cause de la pandémie de Covid-19.

### Années 2010

#### Édition 2018
Elle a lieu le vendredi 27 et samedi 28 juillet 2018.
Programmation complète :
- Vendredi 27 juillet :
  - Grande scène : Féfé, Danakil, Matmatah, Mat Bastard
  - Scène régionale : Logar, Pitt Poule, Erotic Market, Radio Kaizman
- Samedi 28 juillet:
  - Grande scène: Tshegue, Chinese Man, Gogol Bordello, Jahneration
  - Scène régionale : Texas Menthol, Païaka, Quai d'Orsay, Nahaka & Wu.d'sound

#### Édition 2017
Elle a lieu le vendredi 28 et samedi 29 juillet 2017.
Programmation complète :
- Vendredi 28 juillet :
  - Grande scène : Les Fatals Picards, Motivé-e-s, Tryo, Dubioza Kolektiv,
  - Scène régionale : Bear's Towers, Altavilla, Nazca, Big Junior.
- Samedi 29 juillet :
  - Grande scène : Radio Elvis, Un Air, Deux Familles, Wax Tailor, Systema Solar,
  - Scène régionale : Auguste Wood, Holy Two, The Shamanics, Monkey Theorem.

#### Édition 2016
Elle a lieu les vendredi 29 et samedi 30 juillet 2016.
Programmation complète :
- Vendredi 29 juillet :
  - Grande scène : Collectif 13, Hyphen Hyphen, Arno, Caribbean Dandee, SBCR (The Bloody Beetroots),
  - Scène régionale : Jack's Sound, Scampi, Qasar, Balani Sound System.
- Samedi 30 juillet :
  - Grande scène : Debout Sur Le Zinc, Sinsemilia, Alborosie, Asian Dub Foundation,
  - Scène régionale : The Rebels Of Tijuana, Kaceo, Grandepolis, Mondogift.

#### Édition 2015
Annoncée en début d'année cette édition a présenté au public les groupes suivants :
- 31 juillet : Zoufris Maracas, Massilia Sound System, Hubert-Félix Thiéfaine, Naâman, 1 Kub and the Wicked Wicked, Doorsfall, Deyosan, Yeast ;
- 1er aout : Soviet Suprem, Zebda, Alpha Blondy, Jabberwocky, Disagony, Nasa'L Orkestra, Alexis & The Brainbow, Disk-R.

#### Édition 2014
Elle a lieu les vendredi 1er août 2014 et samedi 2 août 2014.
Têtes d'affiche : La Maison Tellier, La Rue Ketanou, Patrice, Kadebostany, Elephanz, etc.

#### Édition 2013
Elle a lieu les vendredi 2 août 2013  et samedi 3 août 2013

#### Édition 2012
Elle a lieu les vendredi 27 juillet et samedi 28 juillet 2012
Programmation complète :
- Vendredi 27 juillet :
  - Grande Scène : Didier Wampas & the bikini machine, Music is not fun, Groundation et Chinese Man
  - Scène régionale : Mataharie, Les Barabans, Faut que ça guinche, Patatraa
- Samedi 28 juillet :
  - Grande Scène : François and the atlas mountain, Debout sur le Zinc, Emir Kusturica and the no smoking orchestra et Sporto Kantes
  - Scène régionale : Golden Zip, Salmon Fishers, Easy Combo, Five Points

#### Édition 2011
Elle a lieu les vendredi 29 juillet et samedi 30 juillet 2011 avec les groupes suivants : les Ogres de Barback, Dub Inc, les Têtes Raides, Thomas Fersen.

#### Édition 2010
Elle a lieu les vendredi 30 juillet et samedi 31 juillet 2010 avec les groupes suivants : Archimède, Yodelice, Izïa, Féfé, Féloche, Oaï Star, Sanseverino, Danakil, the Capucines, Madame Olga, Arpad Flynn, Milz, Little Big Djü, Ska nerfs, PM’s battre, Sentinel Warrior...

### Années 2000

#### Édition 2009
Elle a lieu les vendredi 31 juillet et samedi 1er août 2009
Programmation complète :
- Vendredi 31 juillet :
  - Grande Scène : Apple Jelly, Java, Babylon Circus, DJ Zebra,
  - Scène régionale : Noiseget, Lull, Sterennodrahc, Ghostown
- Samedi 1er août :
  - Grande Scène : Firewater, Origines Contrôlées (Mouss et hakim), Les Ogres de Barback, Lo'jo
  - Scène régionale : Fairchild, Les Garagnas, Transgunner, Vagalatschk

#### Édition 2008
Elle a lieu les 1er et 2 août 2008
Programmation complète :
- Vendredi 1er août :
  - Grande Scène : Rhésus, Pigalle, Massilia Sound System, Hocus Pocus
  - Scène régionale : Oskar, Le Fils de Jack, Al K Pone, Monofocus
- Samedi 2 août :
  - Grande Scène : Moriarty, Hushpuppies, Têtes Raides, High Tone
  - Scène régionale : Delavegas, Music Is Not Fun, Jack Sparow, Hanabi

#### Édition 2007
Elle a lieu les 3 et 4 août 2007.
Programmation complète :
- Vendredi 3 août :
  - La Grande Scène : Nadj, Eiffel, Luke, Improvisators Dub
  - Scène régionale : Red Castle Addiction, Almond's Drive[4], Eko Animo, Tasmaniac
- Samedi 4 août :
  - La Grande Scène : Slonovski Bal[5], Tété, Sergent Garcia, Percubaba
  - Scène régionale : Danskala[6], Charlotte Parfois[7], Pouffy Poup[8], L'Année Du Singe[9], Aurélie Magand

### Éditions précédentes
Durant les 15 précédentes éditions, se sont succédé :
| - 100% Collègues - 16 Horsepower - Armens Niominka Bi - Arno - Astonvilla - Babylon Circus - Big Soul - Billy Ze Kick et les Gamins en Folie - Bjorn Again - Blankass - Bratsch - Daisybox - Déportivo - Dionysos - Dolly - Dominique A - Eiffel - Dub Incorporation - Rwms - Fabulous Trobadors - Femmouzes T. - François Hadji-Lazaro - Freedom For King Kong - Gnawa Diffusion - Grand National | - Hunkpapas - Java - Jim Murple Memorial - K2R - Kaolin - Kaophonic Tribu - Kent - Keziah Jones - La Familia - La Phaze - La Ruda - La Rue Ketanou - Le Peuple de L'Herbe - Les Hurlements d'Léo - Les Ogres de Barback - Les Fils de Teuhpu - Les Gueules de bois - Les Wampas - Louise Attaque - Lutin bleu - Macaco - Magyd Cherfi - Maniacs vs Sharkiat - Marcel et son Orchestre - Mass Hysteria | - Meï Teï Shô - Mickey 3D - Miossec - Miro - Mouss et hakim - N&SK (Nomades et Skaetera) - Nada Surf - Rachid Taha - Salad - Silmarils - Sinclair - Sinsemilia - Skirt - Stanley Beckford - Subway - Superbus - The Servant - Tryo - Un Air, Deux Familles - Yann Tiersen - Zebda - Zenzila |

#### Édition 2006
- vendredi 27 juillet : Music is not fun, Didier Wampas and the Bikini Machine, Groundation, Chinese Man, Mataharie, Les Barbarans, Faut qu'ça Guinche, Patatraa

- samedi 28 juillet : François and the Atlas Mountain, Debout sur le Zinc, Emir Kusturica and the No Smoking Orchestra, Sporto Kantes, Golden Zip, Salmon Fishers, Easy Combo, Five Points